# 芒康逸蛛
芒康逸蛛（学名：Zoropsis markamensis）为逸蛛科逸蛛属的动物。在中国大陆，分布于西藏等地，一般生活于林间石块下。该物种的模式产地在西藏。